# 수봉놀이동산
수봉놀이동산은 대한민국 인천광역시의 놀이공원이다. 1976년에 개장하여  2008년에 폐장되었다.

## 시설물
- 슈퍼암
- 바이킹
- 다람쥐통
- 관람차
- 킹윙배